# Koškovce
Koškovce jsou obec na Slovensku, v okrese Humenné v Prešovském kraji. V obci žije 533 obyvatel.

## Poloha
Obec leží v Nízkých Beskydech v údolí řeky Laborec. Povrch území je mírně zvlněný s nadmořskou výškou v rozmezí 180 až 447 m n. m., střed obce je ve výšce 192 m n. m., a je tvořen souvrstvím flyše a čtvrtohorních náplav. Lesní porost je souvislý s převahou buku.

## Historie
První písemná zmínka o obci pochází z roku 1543, kde je uvedená jako Koskoc, pozdější název z roku 1773 je Koskowcze; maďarský název je Koskóc.
Obec náležela panství Humenné, od konce 17. a v 18. století ves vlastnil rod Csákyů a v 19. století patřila rodu Andrássyů. V době prvého sčítání lidu v roce 1787 žilo v 46 domech 320 obyvatel, v roce 1828 bylo v obci 64 a žilo zde 480 obyvatel.
Hlavní obživou bylo povoznictví, dřevorubectví, tkalcovství a výroba nářadí.
Až do roku 1918 obec náležela administrativně pod Zemplínskou stolici.

## Kostely
V obci se nacházejí dva římskokatolické kostely.
Nejstarší zasvěcený Panně Marii Lurdské byl postaven v roce 1584 v románském slohu jako protestantská modlitebna. V 18. století byl přestavěn v barokním slohu a na začátku 19. století byl upraven v klasicistním slohu. Jednolodní síňový kostel s půlkruhovým kněžištěm a přistavěnou sakristií. Kostel nemá věž. Bývalý kostel Ducha svatého je kulturní památkou Slovenska.
Druhý kostel Ducha svatého byl postaven a vysvěcen v roce 1982.